# Bulletin météorologique spécial
Pour les articles homonymes, voir BMS.
Le Bulletin météorologique spécial, abrégé à BMS, est un message utilisé par les services météorologiques  pour indiquer que les conditions actuelles ou prévues présentent un danger pour la navigation (force 7 Beaufort pour la côte, force 8 Beaufort pour le large). 

## Définition
Le vent peut être de force 7 Beaufort ou plus. Avec des vents de forces Beaufort compris entre 1 et 6, aucun BMS ne sera donc notifié. Le terme toutes directions signifie que le vent peut venir de n'importe quelle direction et le BMS ne portant aucune précision en ce sens, il s'applique juste à prévenir que le vent devient fort. Néanmoins, les services de météorologie accompagnent toujours les BMS de précisions, concernant la direction du vent et son évolution dans le temps.

## Usage
Le BMS est une donnée importante pour les plaisanciers, notamment ceux près de la côte (moins de 5 milles marins). En effet, on retrouve dans cette catégorie de plaisance, de petites embarcations qui pourraient facilement se retrouver en grande difficulté pour naviguer sans danger avec des vents de cette force.
En plus de la consultation de la prévision météo marine sur les sites internet ou dans les capitaineries des ports, on pourra recevoir ces prévisions aussi en étant sur la mer, grâce à la VHF. Les centres régionaux opérationnels de surveillance et de sauvetage (Cross) émettent des bulletins météorologiques de marine plusieurs fois par jour, sur le canal 79 ou 80 suivant la zone.